# Jaźwiny (gmina Pilawa)
Jaźwiny – wieś sołecka w Polsce położona w województwie mazowieckim, w powiecie garwolińskim, w gminie Pilawa.
| SIMC    | Nazwa           | Rodzaj    |
| ------- | --------------- | --------- |
| 0683909 | Jaźwiny-Kolonia | część wsi |

Wieś królewska  położona była w drugiej połowie XVI wieku w powiecie garwolińskim  ziemi czerskiej województwa mazowieckiego.
W latach 1954–1959 wieś należała i była siedzibą władz gromady Jaźwiny, po jej zniesieniu w gromadzie Pilawa. W latach 1975–1998 miejscowość należała administracyjnie do województwa siedleckiego.
Wierni Kościoła rzymskokatolickiego należą do parafii św. Bartłomieja Apostoła w Osiecku.